# 1825 en Grèce ottomane
Chronologie de la Grèce ottomane
- 1821
- 1822
- 1823
- 1824
- 1825
- 1826
- 1827
- 1828
- 1829

Cette page concerne les évènements survenus en 1825 en Grèce ottomane  :

## Événement
- Guerre d'indépendance grecque (1821-1829).
  - 8 mai : Bataille de Sphactérie
  - 20 mai : Bataille de Maniáki (en)
  - 13 juin : Bataille de Mýli (el)
  - 4 août : Attaque grecque sur Alexandrie (el)
- Guerre civile grecque (1823-1825)

## Création
- Parti anglais

## Naissance
- Irináios Asópios (el), médecin et écrivain.
- Michaíl Kalopathákis (el), médecin, théologien et éditeur.
- Spyrídon Karaïskakis (el), militaire et personnalité politique.
- Ioánnis Papadákis (el), mathématicien, astronome et professeur d'université.
- Iákovos Polylás, écrivain, journaliste et personnalité politique.
- Henry Ponsonby, général britannique.
- Vlásios Valtinós (el), militaire et personnalité politique.

## Décès
- Laskarína Bouboulína, héroïne de la guerre d'indépendance.
- Gerásimos Pitsamános (el), architecte, peintre et sculpteur.